# Stazione di Giulianova
Stazione di Giulianova vasútállomás Olaszországban, Giulianova településen.

## Vasútvonalak
Az állomást az alábbi vasútvonalak érintik:
- Ancona–Lecce-vasútvonal
- Giulianova–Teramo-vasútvonal

## Kapcsolódó állomások
A vasútállomáshoz az alábbi állomások vannak a legközelebb:
- Stazione di Roseto degli Abruzzi
- Stazione di Tortoreto Lido
- Stazione di Mosciano Sant'Angelo